# تاريخ العبودية في العالم الإسلامي
تطوَّرت العبودية في العالم الإسلامي لأول مرَّة من أشكال العبودية التي كانت موجودة في شبه الجزيرة العربية قبل الإسلام، وتنوَّعت الأدوار التي قام بها العبيد على مرِّ التاريخ الإسلامي من أمراء أقوياء تمتَّعوا بنفوذ كبير إلى عمَّال تمَّ التعامل معهم بقسوة بالغة بالإضافة لأدوار اجتماعية واقتصادية مختلفة، في وقتٍ مُبكِّر من التاريخ الإسلامي كان الدور الأساسي للعبيد هو العمل الزراعي ولكن تمَّ التخلي عنه لاحقاً بعد أن أدَّت المعاملة القاسية إلى اندلاع ثورات العبيد المُدمِّرة، التي كان أبرزها ثورة الزنج جنوب العراق، استُعمل العبيد على نطاق واسع في أعمال الري والتعدين والرعي، وكان الاستخدام الأشيع هو الحراسة وجنود في الجيوش وعاملات في المنازل ومحظيات (عبيد للجنس)، قدَّر بعض المؤرِّخيين عدد العبيد في التاريخ الإسلامي بحوالي 11.5 مليون عبد، والبعض قدَّرها بأكثر من 14 مليون عبد خلال 12 قرن تقريباً.
في بداية الإسلام انضم بعض العبيد مثل بلال بن رباح الحبشي للدين الجديد،، كثيرٌ من العبيد في التاريخ الإسلامي كانوا مُستوردين من خارج العالم الإسلامي. ويؤكِّد برنارد لويس أنَّ العبيد المُستوردين كانوا يعانون في كثير من الأحيان في الطريق قبل الوصول إلى وجهتهم.
وعلى خطى المجتمعات الغربية التي نشأت فيها معارك ضد العبودية كحركات مناهضة للعبودية التي غالبًا ما انبثقت أعدادها وحماسها من مجموعات كنسيّة مسيحية،أدى استخدام العبيد في الأعمال البدنية الشاقة في وقت مبكر من التاريخ الإسلامي إلى العديد من ثورات العبيد المدمرة، وكان أبرزها ثورة الزنج في الفترة من 869 إلى 883.
لم يحدث إلا في أوائل القرن العشرين (بعد الحرب العالمية الأولى) أن أصبحت العبودية محظورة تدريجياً وتم قمعها في الأراضي المسلمة، وذلك بسبب الضغوط التي مارستها الدول الغربية مثل بريطانيا وفرنسا. ويصف جوردون عدم وجود حركات إلغاء إسلامية محلية بقدر ما يعود إلى حقيقة أنها كانت راسخة بعمق في الشريعة الإسلامية. من خلال إضفاء الشرعية على العبودية، وامتداداً، حركة التجارة في العبيد، رفع الإسلام هذه الممارسات إلى مستوى أخلاقي لا يمكن تجاوزه. ونتيجة لذلك، لم يكن أي جزء من العالم الإسلامي ما يشكل تحديًا أيديولوجيًا ضد العبودية. كان النظام السياسي والاجتماعي في المجتمع المسلم قد ألقى نظرة قاتمة على هذا التحدي.
في أوائل القرن العشرين بعد الحرب العالمية الأولى تمَّ حظر العبودية تدريجياً في الأراضي الإسلاميَّة وذلك تحت وطأة الضغوط التي مارستها الدول الغربية مثل بريطانيا وفرنسا، ألغي الرق في الدولة العثمانية في عام 1924 عندما حلَّ الدستور التركي الجديد الحريم السلطاني وحرَّر آخر الجواري في الجمهورية حديثة النشوء، ألغيت العبوديَّة في إيران في عام 1929، وكانت المملكة العربية السعودية واليمن من أواخر الدول التي ألغت الرق عام 1962 وعمان عام 1970 تحت تأثير الضغوط البريطانيَّة، ومع ذلك فإنَّ أشكالاً متنوعة من العبوديَّة مازالت موجودة في بعض البلدان الإسلاميَّة في منطقة الساحل الإفريقي، وفي الأراضي التي تسيطر عليها المجموعات الإسلامية المُتشدِّدة مثل ليبيا.
قضية العبودية في العالم الإسلامي في العصر الحديث هي قضية مثيرة للجدل. يجادل المنتقدون بوجود دليل قاطع على وجودها وآثارها المدمرة. البعض الآخر يقول أن العبودية في الأراضي الإسلامية الوسطى انقرضت تقريباً منذ منتصف القرن العشرين، وأن التقارير من السودان والصومال تظهر ممارسة الرق في المناطق الحدودية نتيجة لإستمرار الحرب،  وليس المعتقد الإسلامي. في السنوات الأخيرة، وفقا لبعض العلماء، كان هناك «اتجاه مقلق» من «إعادة فتح» قضية العبودية من قبل بعض علماء الدين السلفيين المحافظين بعد «إغلاق» الموضوع في وقت سابق من القرن العشرين عندما حظرت البلدان ذات الأغلبية المسلمة و«معظم علماء المسلمين» هذه الممارسة كونها «لا تتفق مع الأخلاق القرآنية».

## العبوديَّة في بداية الإسلام

### في عهد النبي محمد
كان للنبي محمد أربع إماء، منهم مارية. وذلك حسب ماقال ابن القيم:
قال أبو عبيدة: كان له أربع: مارية وهي أم ولده إبراهيم، وريحانة، وجارية أخرى جميلة أصابها في بعض السبي، وجارية وهبتها له زينب بنت جحش. "

### تجارة العبيد عند العرب

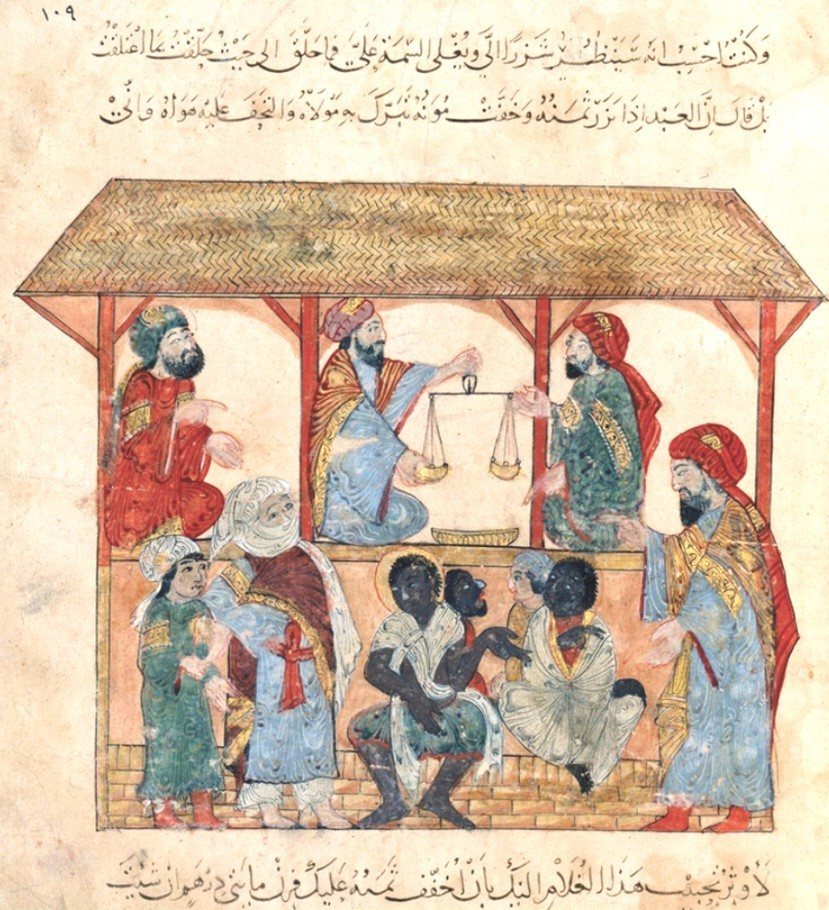
سوق للعبيد في اليمن في القرن الثالث عشر.

## النساء والعبوديَّة

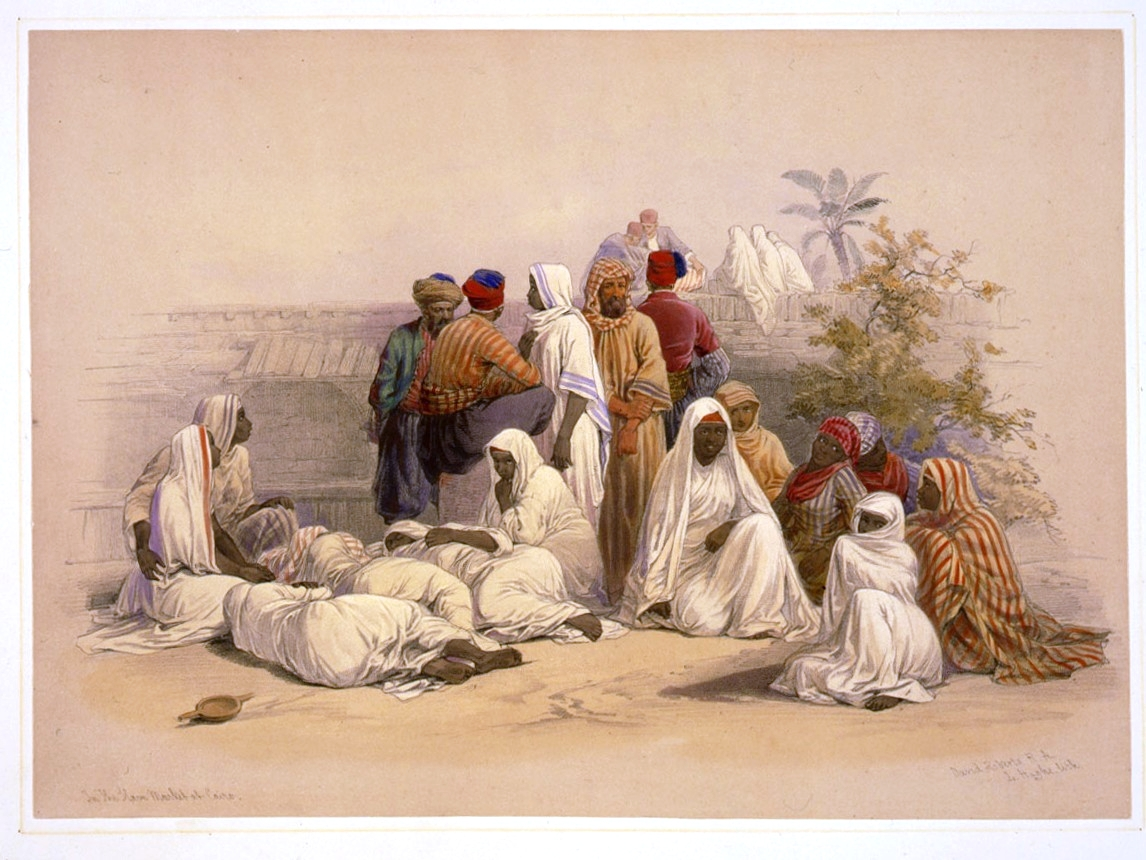
سوق الرقيق في القاهرة. رسم ديفيد روبرتس، حوالي 1848.

## العبوديَّة في الإمبراطوريَّة العثمانيَّة

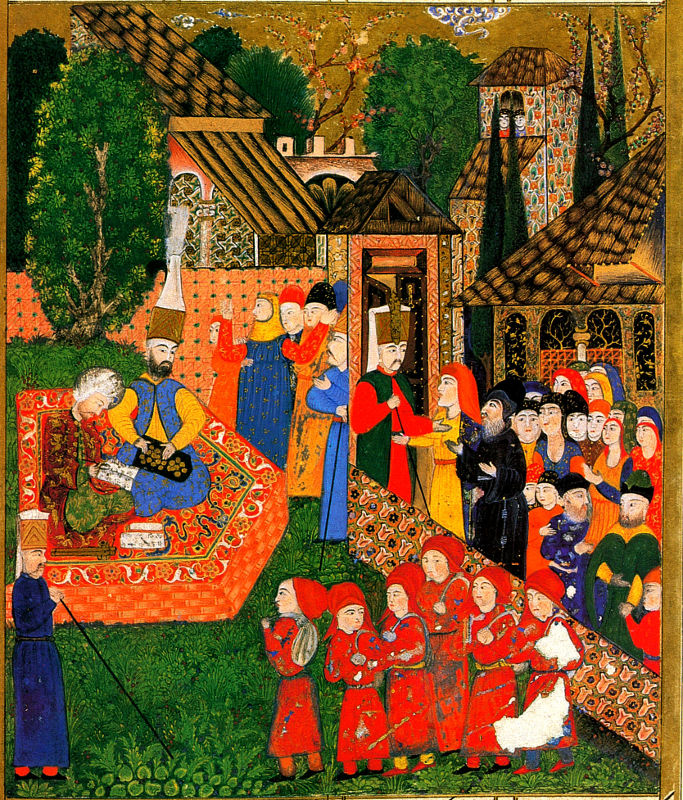
لوحة عثمانية توضح أطفال مأخوذين كأسرى حرب من البلقان